# Забор (Иркутская область)
Забор — деревня в Тулунском районе Иркутской области России. Входит в состав Евдокимовского муниципального образования.

## География
Деревня находится на расстоянии примерно 23 км к югу от города Тулун, административного центра района.

## Население
| 2002 | 2010 | 2011 | 2012 |
| ---- | ---- | ---- | ---- |
| 124  | ↘104 | →104 | ↘101 |

### Половой состав
По данным Всероссийской переписи, в 2010 году в деревне проживали 104 человека (45 мужчин и 59 женщин).